# Helmut Rahn
Helmut Rahn, född 16 augusti 1929 i Essen, dåvarande Weimarrepubliken, död 14 augusti 2003 i Essen, Förbundsrepubliken Tyskland, var en västtysk fotbollsspelare (anfallare). Han avgjorde VM-finalen 1954 genom sin kvittering och sitt segermål mot Ungern. Efter VM 1958, då han gjorde 6 mål och slutade på delad andraplats i skytteligan, var han den dittills tredje målrikaste spelaren i VM och den tredje spelaren som hade gjort minst 10 VM-mål.

## Meriter
Landslag:  Västtyskland
- 40 A-landskamper/21 mål
- VM: 1954 (VM-guld), 1958 (semifinal)
- Tysk mästare 1955